# Carronia thyrsiflora
Carronia thyrsiflora är en tvåhjärtbladig växtart som först beskrevs av Odoardo Beccari, och fick sitt nu gällande namn av Friedrich Ludwig Diels. Carronia thyrsiflora ingår i släktet Carronia och familjen Menispermaceae. Inga underarter finns listade i Catalogue of Life.